# Joel Greenshields
 Joel Greenshields, né le 14 avril 1988, est un nageur canadien. Il a détenu de 2009 à 2010 le record du monde du relais 200 m nage libre avec ses coéquipiers de l’équipe du Canada.

## Palmarès

### Jeux olympiques
Aux Jeux olympiques de Pékin, Joel Greenshields participe aux 100 m nage libre et au relais 4 × 100 m nage libre avec l'équipe du Canada. Dans le 100 m, Joel Greenshields ne va pas au-delà des séries, en établissant le 23e temps. Dans le relais, l’équipe du Canada se place 6e en 3 min 12 s 26, Joel Greenshields nageait le deuxième relais.

## Records

### Record du monde
Lors du British Gas Grand Prix, un meeting qui s’est tenu à Leeds du 6 au 9 août 2009, Joel Greenshields bat, le 7 août 2009, le record du monde du relais 4 × 200 m nage libre en petit bassin avec ses coéquipiers de l’équipe du Canada, dans un temps de 6 min 51 s 05. Ce record sera battu un an et demi plus tard, le 16 décembre 2010 à Dubaï, par l’équipe de Russie avec un temps de 6 min 49 s 04.
| Épreuve                         | Nageurs                                                     | Temps équipe  | Temps personnel                                         | Date        |
| Relais 4 × 200 m nage libre (H) | Colin Russell Stefan Hirniak Brent Hayden Joel Greenshields | 6 min 51 s 05 | 1 min 43 s 60 1 min 43 s 41 1 min 41 s 49 1 min 42 s 55 | 7 août 2009 |

## Meilleurs temps personnels
Les meilleurs temps personnels établis par Joel Greenshields dans les différentes disciplines sont détaillés ci-après.
| Épreuve           | Bassin | Temps          | Compétition                            | Lieu                | Date            |
| 50 m nage libre   | 50 m   | 22 s 70        | Championnats du monde de natation 2005 | Montréal (Canada)   | 11 juillet 2009 |
| 100 m nage libre  | 50 m   | 48 s 39        | Championnats du monde de natation 2005 | Montréal (Canada)   | 9 juillet 2009  |
| 200 m nage libre  | 50 m   | 1 min 48 s 82  | Championnats du monde de natation 2005 | Montréal (Canada)   | 8 juillet 2009  |
| 400 m nage libre  | 50 m   | 4 min 02 s 42  | Championnats du monde de natation 2005 | Montréal (Canada)   | 10 mai 2005     |
| 800 m nage libre  | 50 m   | 8 min 37 s 40  | Victorian Championships                | Melbourne (AUS)     | 5 janvier 2006  |
| 1500 m nage libre | 50 m   | 16 min 52 s 73 | Mel Zajac Jr International             | Vancouver           | 14 mai 2004     |
| 50 m dos          | 50 m   | 28 s 22        | Canadian Club Championships            | Winnipeg            | 5 août 2004     |
| 100 m dos         | 50 m   | 59 s 74        | Swim Meet of Champions                 | Mission Viejo (USA) | 13 juin 2010    |
| 100 m dos         | 50 m   | 59 s 74        | Mission Viejo Swim Meet of ...         | Mission Viejo (USA) | 13 juin 2010    |
| 200 m dos         | 50 m   | 2 min 08 s 84  | Canadian Olympic Trials                | Toronto             | 9 juillet 2004  |
| 100 m brasse      | 50 m   | 1 min 17 s 61  | U.C.S.C. Invitational Grand Prix       | Calgary             | 9 janvier 2004  |
| 50 m papillon     | 50 m   | 25 s 17        | Coupe du Quebec                        | Montreal            | 27 juin 2008    |
| 100 m papillon    | 50 m   | 1 min 01 s 28  | Mel Zajac Jr International             | Vancouver           | 14 mai 2004     |
| 200 m papillon    | 50 m   | 2 min 25 s 47  | Tom Malchow Grand Prix                 | Minnesotta (USA)    | 16 janvier 2004 |
| 200 m 4 nages     | 50 m   | 2 min 12 s 42  | Canadian Club Championships            | Winnipeg            | 5 août 2004     |
| 400 m 4 nages     | 50 m   | 4 min 50 s 65  | Mel Zajac Jr International             | Vancouver           | 14 mai 2004     |

| Épreuve           | Bassin | Temps          | Compétition                      | Lieu                 | Date             |
| 50 m nage libre   | 25 m   | 22 s 14        | British Gas Grand Prix           | Leeds (GBR)          | 6 août 2009      |
| 100 m nage libre  | 25 m   | 47 s 52        | Canada Cup                       | Toronto              | 28 novembre 2008 |
| 200 m nage libre  | 25 m   | 1 min 46 s 09  | Canada Cup                       | Toronto              | 30 novembre 2008 |
| 400 m nage libre  | 25 m   | 3 min 56 s 13  | Western Canadian Championships   | Victoria             | 17 février 2005  |
| 800 m nage libre  | 25 m   | 8 min 31 s 60  | Western Canadian Championships   | Vancouver            | 19 février 2004  |
| 1500 m nage libre | 25 m   | 16 min 39 s 34 | Alberta Senior Championships     | Medicine Hat         | 19 mars 2004     |
| 50 m dos          | 25 m   | 27 s 35        | Thunderbolt Junior International | Tualatin Hills (USA) | 10 décembre 2004 |
| 100 m dos         | 25 m   | 55 s 83        | Canada Cup                       | Etobicoke            | 27 novembre 2010 |
| 200 m dos         | 25 m   | 2 min 04 s 87  | Sc Speed Meet                    | Calgary              | 5 novembre 2004  |
| 50 m brasse       | 25 m   | 33 s 49        | Fall Start Up                    | Calgary              | 15 octobre 2005  |
| 100 m brasse      | 25 m   | 1 min 12 s 83  | Sc Speed Meet                    | Calgary              | 7 novembre 2003  |
| 200 m brasse      | 25 m   | 2 min 38 s 56  | Mini Meet #2                     | Red Deer             | 22 mars 2003     |
| 50 m papillon     | 25 m   | 24 s 11        | Canada Cup                       | Toronto              | 28 novembre 2008 |
| 100 m papillon    | 25 m   | 58 s 24        | Alberta Senior Championships     | Medicine Hat         | 19 mars 2004     |
| 200 m papillon    | 25 m   | 2 min 14 s 92  | Sc Speed Meet                    | Calgary              | 7 novembre 2003  |
| 100 m 4 nages     | 25 m   | 56 s 38        | Canada Cup                       | Toronto              | 30 novembre 2008 |
| 200 m 4 nages     | 25 m   | 2 min 08 s 52  | Western Canadian Championships   | Vancouver            | 19 février 2004  |
| 400 m 4 nages     | 25 m   | 4 min 36 s 15  | Western Canadian Championships   | Vancouver            | 19 février 2004  |